# Чаньяраль (провінція)
Провінція Чаньяраль (ісп. Provincia de Chañaral) — провінція у Чилі у складі області Атакама. Адміністративний центр — Чаньяраль.
Провінція адміністративно розділена на 2 комуни.
Площа території провінції — 24 436,2 км². Населення — 32 32 осіб. Щільність населення — 1,31 осіб/км².

## Географія
Провінція розташована на півночі області Атакама.
Провінція межує:
- На півночі — з провінцією Антофагаста,
- На сході — з провінцією Катамарка (Аргентина),
- На півдні — з провінцією Копіапо.

На заході провінції — узбережжя Тихого океану.

## Адміністративний поділ
Провінція адміністративно розділена на 2 комуни:
- Чаньяраль. Адміністративний центр — Чаньяраль.
- Дієго-де-Альмагро. Адміністративний центр — Дієго-де-Альмагро.

## Демографія
Згідно з відомостями, зібраними в ході перепису 2002 року Національним інститутом статистики (INE), населення провінції становить:
| Все населення      | 32 132 осіб | 100 % |
| ------------------ | ----------- | ----- |
| Міське             | 30 854      | 96,02 |
| Сільське           | 1278        | 3,98  |
| Чоловіки населення | 16 999      | 52,90 |
| Жінки              | 15 133      | 47,1  |

Щільність населення — 1,31 осіб/км². Населення провінції становить 13,45% до населення області і 0,21% до населення країни.

## Найбільші населені пункти
| № | Населений пункт   | Категорія | Населення осіб (2002) | Чоловіче населення осіб | Жіноче населення осіб | Територія км² |
| - | ----------------- | --------- | --------------------- | ----------------------- | --------------------- | ------------- |
| 1 | Чаньяраль         | місто     | 12086                 | 6041                    | 6045                  | 7,34          |
| 2 | Ель-Сальвадор     | місто     | 8697                  | 4555                    | 4142                  | 3,35          |
| 3 | Діего-де-Альмагро | місто     | 7951                  | 4168                    | 3783                  | 4,05          |
| 4 | Ель-Саладо        | селище    | 1029                  | 546                     | 483                   | 1,11          |
| 5 | Порталь-дель-Інка | селище    | 1026                  | 577                     | 449                   | 3,37          |
| 6 | Інка-де-Оро       | село      | 352                   | 200                     | 152                   |               |